# Redemption (Jay Rock)
Redemption è il terzo album in studio del rapper statunitense Jay Rock, pubblicato il 15 giugno 2018.

## Tracce
1. The Bloodiest – 3:03
2. For What It's Worth – 3:08
3. Knock It Off – 3:11
4. ES Tales – 3:31
5. Rotation 112th – 3:32
6. Tap Out (featuring Jeremih) – 3:20
7. OSOM (featuring J. Cole) – 5:23
8. King's Dead (featuring Future) – 2:41
9. Troopers – 3:23
10. Broke +- – 2:54
11. Wow Freestyle (featuring Kendrick Lamar) – 2:55
12. Redemption (featuring SZA) – 3:31
13. Win – 3:35